# Acinipe perisi
Acinipe perisi är en insektsart som beskrevs av Presa och Llorente del Moral 1983. Acinipe perisi ingår i släktet Acinipe och familjen Pamphagidae. Inga underarter finns listade i Catalogue of Life.